# NGC 2525
NGC 2525 је спирална галаксија у сазвежђу Крма која се налази на NGC листи објеката дубоког неба.
Деклинација објекта је - 11° 25' 39" а ректасцензија 8h 5m 38,0s. Привидна величина (магнитуда) објекта NGC 2525 износи 11,6 а фотографска магнитуда 12,3. Налази се на удаљености од 21,1000 милиона парсека од Сунца. NGC 2525 је још познат и под ознакама MCG -2-21-4, UGCA 135, IRAS 08032-1117, PGC 22721.